# Michel-Joseph Gentil de Chavagnac
Adolphe Michel Joseph Gentil de Chavagnac (Paris, 3 juillet 1770 - Passy, 28 mai 1846) est un auteur dramatique et chansonnier français.

## Biographie
Après une carrière dans l'armée, il se fait connaître au théâtre comme collaborateur de Marc-Antoine-Madeleine Désaugiers, avec qui il publie plus d'une trentaine de pièces.
Directeur du Théâtre de l'Odéon en 1821-1822, secrétaire particulier du directeur des eaux et forêts (1822), membre fondateur de la société du Caveau moderne, lecteur honoraire du Roi de 1823 à 1830, ses pièces, souvent de circonstances ont été représentées sur les plus grandes scènes parisiennes du XIXe siècle : Théâtre des Variétés, Théâtre de la Porte-Saint-Martin, Théâtre du Vaudeville, Théâtre de l'Opéra-Comique, etc.

## Œuvres
- La Comédie chez l'épicier, ou le Manuscrit retrouvé, vaudeville-anecdote en 1 acte, avec Désaugiers, 1808
- La Jeunesse de Favart, comédie anecdotique en 1 acte, en prose, mêlée de vaudevilles, avec Antoine-Pierre-Charles Favart, 1808
- Hector ou le Valet de carreau, jeu de cartes en 5 parties, avec Désaugiers et Rougemont, 1809
- M. La Gobe, ou Un tour de carnaval, folie-vaudeville en 1 acte, avec Désaugiers, 1809
- La Petite Cendrillon ou la Chatte merveilleuse, folie-vaudeville en 1 acte, avec Désaugiers, 1810
- Les Sabotiers béarnais ou la Faute d'orthographe, vaudeville en 1 acte, en prose, avec Commagny, 1810
- Les Fêtes françaises, ou Paris en miniature, divertissement en 1 acte, avec Michel-Nicolas Balisson de Rougemont, 1810
- La Petite Gouvernante, comédie en 2 actes et en prose, mêlée de vaudevilles, avec Charles-François-Jean-Baptiste Moreau de Commagny, 1811
- L'Ogresse ou la Belle au bois dormant, vaudeville-folie-comi-parade en 1 acte, avec Désaugiers, 1811
- La Bonne Nouvelle, ou le Premier arrivé, vaudeville en 1 acte, 1811
- Bayard à La Ferté ou le Siège de Mézières, opéra-comique en deux actes, avec Désaugiers, 1811
- Les Auvergnats ou l'Eau et le Vin, vaudeville grivois en 1 acte, avec Désaugiers, 1812
- La Matrimonio-manie, ou Gai, gai mariez-vous !, comédie en 1 acte, avec Rougemont et Désaugiers, 1812
- Monsieur Désornières, ou Faut-il rire ? faut-il pleurer ? folie en 1 acte et en vaudevilles, avec Désaugiers, 1812
- Pierrot ou le Diamant perdu, comédie-vaudeville en 2 actes, avec Désaugiers, 1813
- Le Bûcheron de Salerne ou les Souhaits, comédie-féerie en un acte, mêlée de vaudevilles, avec Désaugiers, 1814
- L'Hôtel garni, ou la Leçon singulière, comédie en 1 acte, avec Désaugiers, 1814
- Le Petit Enfant prodigue, comédie en 1 acte, mêlée de vaudevilles, avec Désaugiers, 1814
- Le Sabre de bois, ou la Revue du roi, comédie en 1 acte, mêlée de vaudevilles, avec Rougemont, 1814
- Le Retour des lys, à-propos en 1 acte et en vaudeville, avec Désaugiers, 1814
- L'Île de l'espérance, ou le Songe réalisé, pièce allégorique en 1 acte, mêlée de vaudevilles, avec Désaugiers et Brazier, 1814
- Une journée au camp, mélodrame comique en 2 actes, mêlé de vaudevilles, avec Désaugiers, 1815
- Les Deux Voisines ou les Prêtés rendus, comédie en un acte, avec Désaugiers, 1815
- Je fais mes farces, folie en 1 acte, mêlée de vaudevilles, avec Brazier et Désaugiers, 1815
- Le Vaudeville en vendanges, petit à-propos villageois en 1 acte, mêlée de couplets, avec Désaugiers et Commagny, 1815
- Le Bouquet du roi ou le Marché aux fleurs, à propos en 1 acte, mêlé de vaudevilles, avec Désaugiers, 1815
- Monsieur Sans-Gêne ou l'Ami de collège, vaudeville en 1 acte, avec Désaugiers, 1816
- Mariage de Mgr le duc de Berri, avec Désaugiers, 1816
- Le Dix-sept juin, ou l'Heureuse Journée, à-propos en 1 acte, mêlé de vaudevilles, avec Désaugiers, 1816
- Les Visites bourgeoises, ou le Dehors et le Dedans, petite esquisse d'un grand tableau, en 1 acte, mêlé de couplets, avec Désaugiers et Commagny, 1816
- Chacun son tour, ou l'Écho de Paris, divertissement villageois en vaudevilles, avec de Chazet et Désaugiers, 1816
- Chansons chantées aux Champs-Élysées pour la fête du roi, le 25 août 1817, avec Désaugiers et Jacques-André Jacquelin, 1817
- La Petite Coquette, comédie-vaudeville en 1 acte, avec Désaugiers, 1817
- La Vendange normande, ou les Deux Voisins, vaudeville en 1 acte, avec Alexandre Barrière, 1817
- Les Anniversaires des trois mai et huit juillet, avec Marc-Antoine Désaugiers, 1818
- La Statue de Henri IV, ou la Fête du Pont-Neuf, tableau grivois en 1 acte, avec de Chazet, Désaugiers et Joseph Pain, 1818
- Couplets pour l'inauguration de la statue de Henri IV chantés à la représentation de l'Académie royale de musique, le 24 août 1818, avec Désaugiers, 1818
- Les Deux Valentin, ou les Nouveaux Ménechmes, comédie-vaudeville en 1 acte, avec Désaugiers, 1818
- Le Bûcheron de Salerne ou les Trois Souhaits, 1819
- Les Petites Danaïdes, ou 99 victimes, imitation burlesco-tragi-comi-diabolico-féerie de l'opéra des Danaïdes , mêlée de vaudevilles, danses, avec Désaugiers, 1819
- Le Prêté rendu, comédie mêlée de couplets, avec Rougemont et Mélesville, 1819
- Le Jeune Werther ou les Grandes Passions, vaudeville en un acte, avec Désaugiers, 1819
- Le Berceau du prince, ou les Dames de Bordeaux, à-propos vaudeville en 1 acte, avec Nicolas Brazier, René de Chazet, Désaugiers et Jean-Baptiste Dubois, 1820
- Scènes en l'honneur de la naissance de Mgr le duc de Bordeaux, avec Désaugiers, 1820
- Un dîner à Pantin, ou l'Amphytrion à la diète, tableau-vaudeville en 1 acte, avec Désaugiers et Nicolas Gersin, 1820
- Monsieur Purgon, ou les Malades pour rire, folie-vaudeville en 1 acte avec Désaugiers, théâtre du Vaudeville, 1820
- Le Baptême de village, ou le Parrain de circonstance, vaudeville en 1 acte à l'occasion du baptême de Son Altesse Royale Mgr le duc de Bordeaux, avec Fulgence de Bury, Ledoux de la Croisette et Désaugiers, 1821
- Les Étrennes du vaudeville, ou la Pièce impromptu, folie-parade en 1 acte, mêlée de couplets, avec Désaugiers et Francis baron d'Allarde, 1821
- Vadeboncoeur, ou le Retour au village, vaudeville en 1 acte, avec Désaugiers, 1822
- Une visite aux Invalides, à-propos mêlé de couplets, avec de Bury et Ledoux, 1822
- Le Comte d'Angoulême, ou le Siège de Gênes, avec Fulgence de Bury, Paul Ledoux et Ramond de la Croisette, 1823
- Les Maris sans femmes ou Une heure de paternité, vaudeville en 1 acte, avec Désaugiers, 1823
- M. Oculi, ou la Cataracte, imitation burlesque de Valérie , en 1 acte et en vaudevilles, avec Désaugiers, 1823
- Plus de Pyrénées, à-propos-vaudeville en 1 acte, avec Désaugiers, 1823
- La Route de Bordeaux, à-propos en 1 acte et en vers libres, avec Désaugiers et Gersin, 1823
- Chansons pour la S. Louis, avec Frédéric de Courcy, 1824
- Fenêtres à louer, ou les Deux propriétaires, vaudeville en 1 acte à l'occasion du sacre de Sa Majesté Charles X, avec Désaugiers, 1825
- Les Petites Danaïdes, 1846
- Recueil de chansons et poésies fugitives, non daté
- Stances sur la naissance du roi de Rome, non daté
- La Cause et les Effets (et autres chansons royalistes), avec Désaugiers, non daté